# Bermudy na Igrzyskach Imperium Brytyjskiego 1938
Bermudy wystartowały na Igrzyskach Imperium Brytyjskiego w 1938 roku w Sydney jako jedna z 15 reprezentacji. Była to trzecia edycja tej imprezy sportowej oraz trzeci start bermudzkich zawodników. Reprezentacja nie zdobyła żadnego medalu.

## Skład reprezentacji
Pływanie
- Percy Belvin - 220 jardów stylem klasycznym (odpadł w eliminacjach)